# Jan Levit
Jan Levit (4. června 1884 Hořice – 12. nebo 14. října 1944 Osvětim) byl český (vojenský) chirurg, mimořádný profesor Univerzity Karlovy, přednosta chirurgického oddělení Nemocnice na Bulovce. Byl vyhledáván pacienty všech společenských vrstev, včetně osobností vědy, umění a politiky. Stal se obětí holokaustu.
Uznáván byl nejen jako operatér, ale také jako autor vědeckých publikací, díky čemuž se účastnil lékařských sjezdů a přednášel. Jeho práce v oboru plastické chirurgie jsou považovány za průkopnické. V meziválečném období byl členem mnoha kulturních spolků. Byl např. členem Sokola v Hořicích.

## Rodina

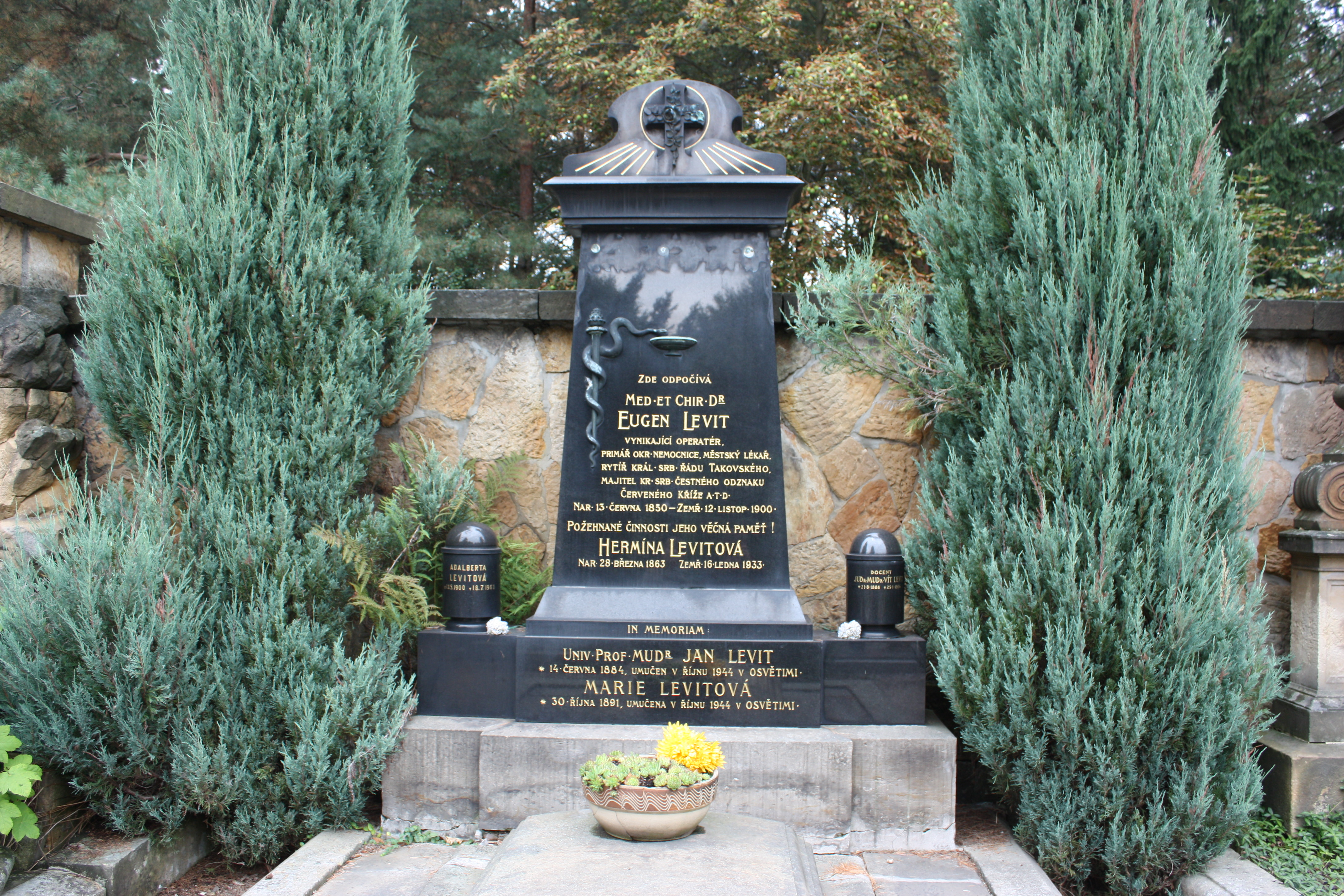
Hrobka rodiny Levitovy na hřbitově sv. Gotharda v Hořicích

Narodil se na náměstí v Hořicích v Podkrkonoší (dům čp. 164) do lékařské, původem židovské rodiny Levitů, která se však k židovství již dvě generace nehlásila. Jeho otcem byl také chirurg Eugen Levit (1850–1900) a jeho dědeček Vít Levit (1811–1877) působil jako hořický městský chirurg v Hořicích a po bitvě u Hradce Králové (1866) léčil jako poručík Národní gardy v polních lazaretech těžce raněné. Jeho dědeček byl zároveň spolužákem K. J. Erbena, neboť se oba narodili v Miletíně. A právě tento Vít Levit nechal po dlouhém sporu s rabínem o obřízku své dva syny pokřtít. Zároveň je jeho náhrobek na hořickém starém židovském hřbitově jediný s českým textem. Jan Levit tak již byl katolíkem.
Matka Jana Levita Růžena, roz. Müllerová (narozena 28. března 1863), byla před svatbou římskokatolického vyznání.
Jan měl dva sourozence. Mladší sestru Marii a mladšího bratra Víta Levita, který byl také lékařem.
Jan Levit byl komplikovanou osobností, byl vznětlivý a výbušný. Neměl manželku ani děti.

## Studia a kariéra
Studoval gymnázium, nejprve v Hradci Králové (1895–1900), později v Jičíně, kde dne 19. července 1902 odmaturoval. V té době již však neměl otce, který v roce 1900 zemřel na otravu krve, a tak byl odkázán jen na pomoc své matky. Studium na hradeckém gymnáziu mu přineslo celoživotní přátelství s pozdějším univerzitním profesorem českého jazyka Albertem Pražákem.
Vystudoval Lékařskou fakultu Univerzity Karlovy v Praze, na níž promoval dne 5. června 1908. Již během studia ale přednášel o nových výzkumech v boji proti tuberkulóze. Obdivoval vídeňskou chirurgickou školu, jejíž historii podrobně zkoumal a zpracovával její paměti. Po promoci působil jako asistent (operační elév) na chirurgické klinice v Praze u učitele mnoha českých chirurgů profesora Otakara Kukuly. V roce 1911 pracoval ve Všeobecné nemocnici v Praze jako sekundář chirurgického oddělení.
Podnikl řadu studijních cest, díky čemuž působil na řadě klinik, např. v Lipsku, Drážďanech, Mnichově, Vídni, Paříži či Curychu. Poté se – stejně jako jeho otec – stal vojenským lékařem. Cenné praktické zkušenosti získal při ošetřování raněných v první balkánské (srbsko-turecké) válce (1912). Tíhnul k Jihoslovanům, a tak nabídl pomoc Srbům a přihlásil se tam dobrovolně jako lékař. V letech 1912–1914 tak působil jako vojenský přednosta nemocnice v Niši a Bělehradě. Srbská vláda následně Levita ocenila udělením Řádu svatého Sávy a srbského Červeného kříže. Stal se i dopisujícím členem Srbské lékařské společnosti.
Další zkušenosti získal v první světové válce, kdy pracoval v několika nemocnicích (resp. pozorovacích stanicích), např. v Kolíně a v Pardubicích, kde vedl chirurgické oddělení. V červenci 1916 byl přidělen do posádkové nemocnice v Terezíně, kde působil jako hlavní vojenský chirurg přibližně dva roky. Léčil a operoval dokonce i srbského atentátníka Gavrila Principa, s nímž se díky znalosti srbštiny takřka spřátelil.
Po válce se vrátil do Pardubic, kam byl na podzim 1918 povolán do záložní nemocnice. V roce 1919 se přestěhoval do Prahy, kde působil v několika nemocnicích. Stal se přednostou chirurgického oddělení nemocnice Československého červeného kříže (Záložní nemocnice) v pražském Karlíně a následně přednostou chirurgického oddělení divizní nemocnice č. 1 na Karlově náměstí. Dne 18. ledna 1921 habilitoval v oboru válečné chirurgie a byl povýšen na plukovníka. Dne 18. ledna 1928 byl jmenován mimořádným profesorem na Karlově univerzitě. Byl také členem vojenského zdravotnického poradního sboru při ministerstvu národní obrany.
Od roku 1934 (po smrti doktora Horáka) zastával prestižní pozici přednosty chirurgického oddělení Nemocnice na Bulovce. V roce 1935 provedl vážnou krční operaci prvorepublikovému politikovi Jiřímu Stříbrnému. Po vzniku Protektorátu Čechy a Morava na něj začaly dopadat rasové protižidovské nálady a zákony. Nejprve mu někdo na plášť přišpendlil cedulku Žid a zejména musel k 31. červenci 1940 kvůli tehdejším rasovým zákonům odejít z nemocnice Na Bulovce. Z rozrušení dostal mrtvici.
Její následky následně alespoň částečně překonal a krátce provozoval v Ječné 548/7 v Praze, kde bydlel, svou soukromou praxi. I ta mu však byla uzavřena. Jako křesťan opakovaně marně žádal o vyjmutí z židovských zákonů. Tajně spolupracoval s generálem Josefem Bílým a generálem Aloisem Eliášem na českém odboji. Spojku jim dělala Levitova sestra Luisa. Tato činnost skončila s popravou obou generálů v letech 1941, resp. 1942. Jeho rodný dům v Hořicích, který se mu podařilo získat do vlastnictví, byl arizován a veškerý majetek mu byl zabaven.

## Oběť holocaustu
Stal se jednou z obětí holocaustu. Nejprve si pro něj (jako již těžce nemocného) dne 6. června 1942 přijelo komando, vyneslo na nosítkách a převezlo jej do pražského Průmyslového paláce. Odtud byl dne 20. června 1942 převezen transportem AAe, č. 29, z Prahy do koncentračního tábora Terezín. Tam ještě ve vrchlabských kasárnách působil jako chirurg (konziliář). Zároveň se však u něj vzhledem k tíživé situace v místě začaly projevovat deprese i další nemoci (zejm. diabetes). Vzhledem ke zdravotním problémům dlouho nevydržel stát u operačního stolu. Na podzim 1944 se sám dobrovolně přihlásil k transportu na východ do Osvětimi. A tak po více než dvou letech v Terezíně byl transportem Eq, č. 1348 dne 12. října 1944 převezen do koncentračního tábora Osvětim, kde byl podle dochovaných svědectví ihned po příjezdu zastřelen jedním z příslušníků SS. Verze jeho úmrtí se však různí. Jeho lebku si údajně vybral na svůj pracovní stůl osvětimský „lékař“ dr. Mengele, který dobře znal Levita díky jeho publikační tvorbě. Mladší sestra Marie byla v Osvětimi umučena jen pár dní po skonu svého bratra dne 16. října 1944. Z rodiny přežil holocaust mladší bratr JUDr. et MUDr. Vít Levit, který byl rovněž lékařem – pracoval jako soudní lékař a chirurg.
„Tělo chátralo, že šedesátiletý učenec vypadal jako zničený bídník a vyděděnec. V rozšmachťaných polobotkách se ploužil bezútěšnými uličkami ghetta, zneuctěný a plný hrůzy z rakoviny, kterou poznával ve svém na kost vyhublém těle.“
Vít Levit, Jan Levit nepatří smrti

## Působení v rodných Hořicích a okolí
Ačkoliv působil hlavně v Praze, velmi se snažil pomáhat i ve svém rodném městě –⁠ Hořicích, kam jezdíval na dovolenou. Díky jeho přispění tam byla postavena ve 30. letech 20. století postavena Vojenská invalidovna a za své zásluhy byl v roce 1934 jmenován čestným občanem města. Za pobytu v Hořicích za Levitem jezdívali členové vlády, parlamentu, církevní hodnostáři i umělci. Získával tím pro město a jeho okolí řadu výhod. Ordinoval denně a v hořické nemocnici bezplatně prováděl operace.
Do Hořic za ním jezdil i Vlasta Burian s manželkou, která byla Levitovou pacientkou.
V Hořicích plánoval zřídit muzeum hořických Levitů, které mělo pojednávat o lékařské tradici jeho, jeho otce a dědečka, k čemuž sbíral řadu předmětů. Ty byly uloženy právě v jeho rodném domě na hořickém náměstí, který pro tento účel koupil v roce 1936. K realizaci muzea však nikdy kvůli Levitově smrti nedošlo. Předměty nakonec připadly do sbírek místního muzea a písemnosti do archivu.
V roce 1936 byl v blízkých Lázních Bělohrad podle projektu stavitele z Hořic Jindřicha Maliny a pod patronací právě Jana Levita postaven tehdy nový lázeňský Grand-hotel Urban.
V pamětní knize hořického muzea je zaznamenán jeho podpis dvakrát.

## Publikace
Kromě velmi aktivní operatérské činnosti se věnoval také publikační činnosti. Sepsal přibližně 50 prací. Kromě češtiny jsou psané také německy či francouzsky. Publikace se věnují hnisavým ranám, střelným poraněním kloubů, odstranění cizích těles z kostí apod.
Poslední text – Příspěvek k poranění srdce – mu byl uveřejněn dne 29. prosince 1939 v Časopisu českých lékařů.
V rukopisné podobě zůstaly jeho práce o tetanu a Eduardu Albertovi.

## Ocenění
- čestný člen Svazu letců a Aeroklubu[3]
- nositel Čestného leteckého pilotního průkazu čsl. armády ve zlatě[15]
- důstojník francouzského Řádu akademických palem[3]
- nositel řádu republiky Rakouské Patriae et Humanitae[3]
- nositel Řádu svatého Sávy (IV, III. a II. třídy[19]) a srbského Červeného kříže (Srbsko)[3][6]
- nositel Řádu Františka Josefa (rytíř)
- čestný občan Hořic (1934)[3][12]
- čestný předseda Kroužku rodáků a přátel města Hořice v Praze[15]

## Připomínky Jana Levita
- V Hořicích mu u příležitosti jeho 50. narozenin odhalili na rodném domě na náměstí Jiřího z Poděbrad pískovcovou bustu a pamětní desku od prof. Jana Vávry. Řeč při slavnostním aktu přednesl MUDr. Jan Zahradníček. Na pískovcovém orámování byly označen rok 1884 (rok narození) a 1934 (rok 50. narozenin). Na pamětní desce bylo napsáno: „MUDr. Jan Levit, profesor české university Karlovy v Praze. K padesátinám svého příznivce na tento rodný dům zasadil Kroužek rodáků hořických.“[13] Tento pomník byl zničen (rozbit) během nacistické okupace za uniformovaného dozoru.[3][13]
- V roce 1946 (16. června) bylo pamětní místo obnoveno. Nachází se zde bronzová busta s pískovcovým orámováním, na němž jsou označeny roky jeho života 1884–1944. Bustu nově vytvořila akademická sochařka Marie Wagnerová-Kulhánková. Pod bustou je umístěna bronzová pamětní deska s nápisem „MUDr. Jan Levit profesor Karlovy university. Genius s duší dítěte, hlasem Peruna, dobrotou anděla. Umučen pro vlast v Osvěčimi v říjnu 1944“.[20][21]
- Kámen zmizelých prof. MUDr. Jana Levita je umístěn na chodníku před vchodovými dveřmi do domu v Ječné ulici čp. 548/7, kde bydlel a kde měl před odvozem do Terezína soukromou lékařskou praxi.[22]
- MUDr. Oldřich Hlaváč ve své publikaci Medicína v županu sepsal řadu historek slavných lékařů, včetně Jana Levita.
- Josef Svatopluk Machar mu věnoval knihu Při sklence vína.[3]
- V roce 1984 napsal Alois Jilemnický u příležitosti 100 let od narození Jana Levita knihu Jan Levit nepatří smrti.[23]
- V roce 2014 se uskutečnila výstava Prof. MUDr. Jan Levit (1884–1944) v rozsahu 10 informačních panelů, kterou připravil Martin Lochovský, tehdejší student 3. ročníku oboru Prezentace a ochrana kulturního dědictví na Historickém ústavu Filozofické fakulty Univerzity Hradec Králové ve spolupráci s muzeem v Hořicích. Výstavní panely byly nejprve umístěny v prostorách Studijní a vědecké knihovny v Hradci Králové a od 10. do 30. listopadu v přísálí radnice v Hořicích.[12]
- V rodných Hořicích je po něm pojmenována ulice.[24]
- Operační sál Jana Levita ve vojenské nemocnici v Terezíně je zachycen na dřevorytu Karla Vika z roku 1918.[6]